# Кременчуцький національний університет імені Михайла Остроградського
Кременчу́цький націона́льний університе́т ім. Михайла Остроградського (до 21 серпня 2010 року — Кременчу́цький держа́вний університе́т, до 5 серпня 2009 — Кременчу́цький держа́вний політехні́чний університе́т, до 1972 року — Кременчуцький педагогічний інститут, до 1933 року — Кременчуцький інститут соціального виховання, до 1925 року — трирічні вищі педагогічні курси) — єдиний класичний університет у Полтавській області, у якому навчається понад 4 000 студентів.

## Історія
Витоки Кременчуцького національного університету (КрНУ) імені Михайла Остроградського сягають 1921 року, коли був заснований в місті Кременчуці перший вищий навчальний заклад. Це були Кременчуцькі вищі педагогічні курси з українською мовою викладання. За правовим статусом їх прирівняли до технікумів, що вважалися вищими навчальними закладами.
Пізніше з 1925 року курси реорганізовуються в Кременчуцький педагогічний технікум, у якому на денному та вечірньому курсах та трьох відділеннях: дошкільному, шкільному та комуністичного дитячого руху готували вихователів дитячих дошкільних закладів, учителів молодших класів та піонервожатих.
У вересні 1930 року постановою Ради Народних Комісарів України на цій же базі відкривається Кременчуцький інститут соціального виховання. В інституті був один — шкільний факультет у в складі чотирьох відділень: агробіологічного, мовно-літературного, техніко-математичного та історико-економічного з денною, вечірньою та заочною формами навчання.
У березні 1939 року було прийняте рішення про реорганізацію учительського інституту в педагогічний. На вересень 1940 року в учительському інституті навчалось за денною та заочною формами навчалось 942 студенти. У педагогічному інституті на першому курсі — 208 студентів. Працювало більше 100 викладачів, серед них два професори.
Таким чином, перший вищий навчальний заклад в місті Кременчук існував з вересня 1921 року по червень 1941 року. На жаль, друга світова війна перервала процес розвитку вищої освіти міста. І тільки у 1960 році вища освіта і місті почала відновлюватись створенням загальнотехнічного факультету Полтавського інституту інженерів сільськогосподарського будівництва.
1972-го року факультет підпорядковують Харківському автодорожньому інституту. У той час у ньому навчалося 854 студенти, працювало 24 викладачі, серед них було сім доцентів.

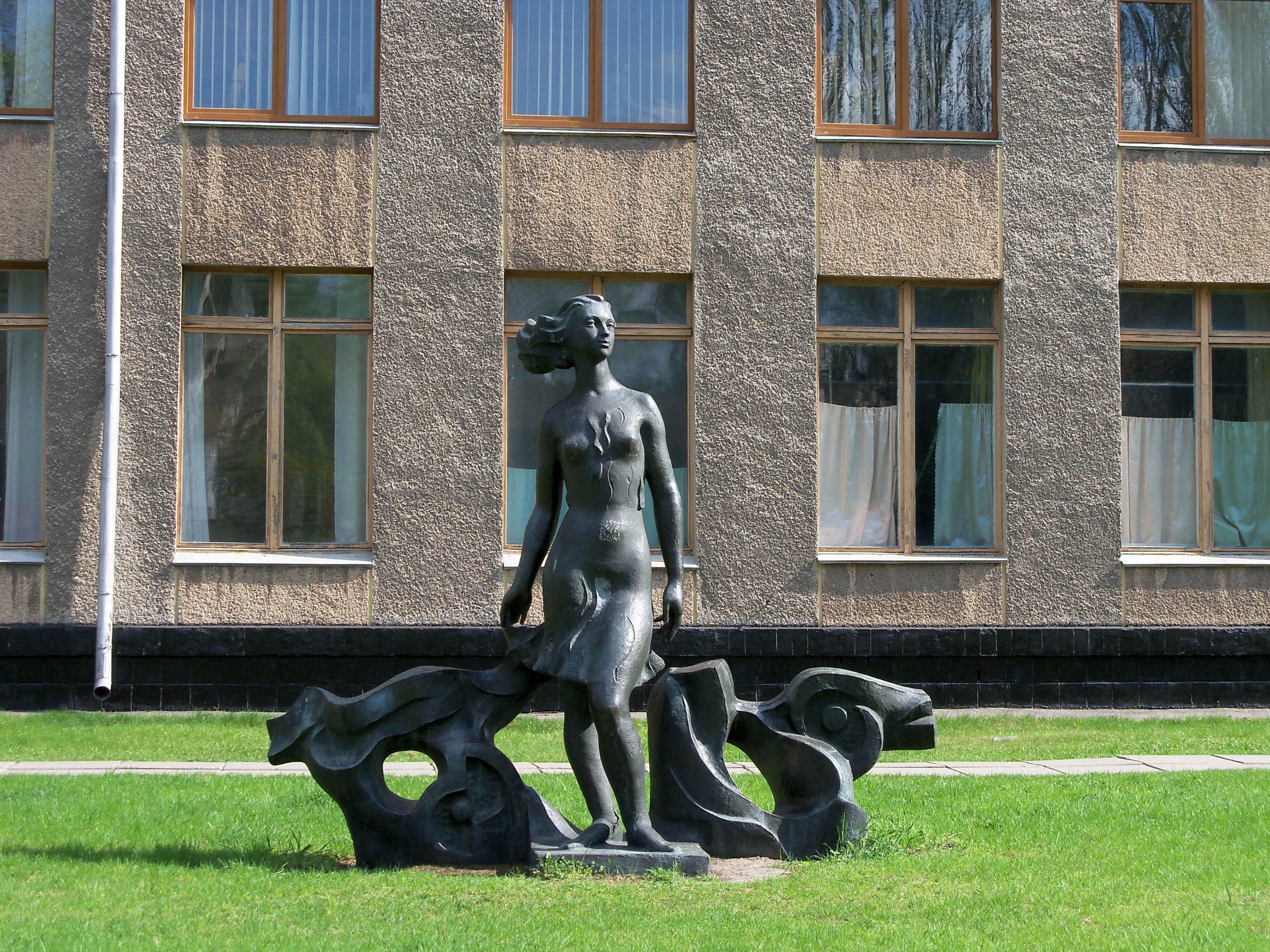
Пам'ятник біля Кременчуцького національного університету

До 1974 року кількість студентів зросла у 2,5 рази, а викладачів — збільшилася втричі. Кременчуцький ЗТФ реорганізовують у Кременчуцьку філію Харківського державного політехнічного інституту. У роботі філії виділяються два періоди: підготовка спеціалістів без відриву від виробництва за вечірньою і заочною формами навчання (1974—1989) та відкриття денного відділення (1989—1997).
21 серпня 1997 року Кабінет Міністрів України прийняв Постанову «Про створення Кременчуцького державного політехнічного інституту» на базі Кременчуцької філії Харківського державного політехнічного університету, Крюківського машинобудівного та Кременчуцького автомеханічного технікумів. Його першим ректором було обрано професора, члена-кореспондента Академії наук національного прогресу України, «Заслуженого працівника народної освіти України», почесного громадянина Кременчука Володимира Єлисейовича Маслова, який був одним із засновників інституту. Структуру інституту склали сім факультетів і 17 кафедр. Через три роки він був реорганізований у Кременчуцький державний політехнічний університет, а ще через рік акредитований як вищий навчальний заклад III — IV рівнів акредитації. Основним завданням вищого навчального закладу стало забезпечення промислових підприємств міста і Центрального Придніпров'я високопрофесійними фахівцями, сформувавши технічну еліту регіону.
2001 року університету присуджено нагороду Європейського комітету громадських організацій — Золоту медаль за перемогу в номінації «Університет XXI століття». Цього ж року він став лауреатом Міжнародного академічного рейтингу популярності та якості «Золота фортуна» у номінації «Якість третього тисячоліття» із врученням Диплому та Срібної стели. У січні 2002 року КДПУ став лауреатом рейтингу «Сто найкращих підприємств України» в номінації «Освіта».
Відповідно до Закону України «Про вищу освіту» в листопаді 2002 року відбулися перші вибори нового ректора. Колектив більшістю голосів з-поміж кількох претендентів обрав на цю посаду Михайла Васильовича Загірняка — заслуженого діяча науки і техніки України, доктора технічних наук, професора, майстра спорту з альпінізму.
21 квітня 2006 року відбулося засідання Державної акредитаційної комісії, яка розглянула всі представлені документи і експертні висновки і, враховуючи досягнутий рівень та високу динаміку розвитку, ухвалила рішення щодо надання Кременчуцькому державному політехнічному університету статусу вищого навчального закладу IV рівня акредитації. 2007 року оргкомітет Міжнародної виставки «Сучасна освіта в Україні», очолюваний міністром науки і освіти України Станіславом Ніколаєнком і президентом АПН України Василем Кременем, удостоїв КДПУ почесного звання «Лідер сучасної освіти». Вочевидь, за роки самостійного існування КДПУ зробив дуже вагомий крок уперед, подвоївши, а то й потроївши інтенсивність процесу свого становлення.
Розпорядженням Кабінету Міністрів України № 92-р від 7 березня 2007 року Кременчуцькому державному політехнічному університету присвоєно ім'я Михайла Остроградського.
У серпні 2009 року, згідно з розпорядженням Кабміну (від 5 серпня 2009 року № 919-р), навчальний заклад став першим на Полтавщині класичним університетом.
21 серпня 2010 року указом Президента України за номером № 863/2010 Кременчуцькому державному університету імені Михайла Остроградського було надано статус національного. 2011 року університетом підтверджено найвищий IV рівень акредитації.
12 жовтня 2021 року університет відзначив сторічний ювілей. Відповідне рішення про святкування ювілею КрНУ ухвалила Верховна Рада України. Першим привітав колектив університету Президент України. На ювілейному засіданні вченої ради КрНУ пролунали вітання від Національної академії наук та Національної академії педагогічних наук, Міністерства освіти і науки України, вітчизняних та іноземних партнерів університету.

## Структура університету
Структура університету: 2 факультети, 2 інститути:
| Факультет/інститут                                                               | Кафедри |
| -------------------------------------------------------------------------------- | --- |
| Навчально-науковий інститут електричної інженерії та інформаційних технологій    | Кафедра систем автоматичного управління і електроприводу Кафедра електротехніки Кафедра комп'ютерної інженерії та електроніки Кафедра автоматизації та інформаційних систем Кафедра інформатики і вищої математики                        |
| Навчально-науковий інститут механічної інженерії, транспорту та природничих наук | Кафедра машинобудування Кафедра автомобілів та тракторів Кафедра транспортних технологій Кафедра цивільної безпеки, охорони праці, геодезії та землеустрою Кафедра екології та біотехнологій Кафедра здоров'я людини та фізичної культури |
| Факультет економіки і управління                                                 | Кафедра економіки Кафедра обліку та фінансів Кафедра менеджменту Кафедра бізнес адміністрування, маркетингу і туризму |
| Факультет права, гуманітарних і соціальних наук                                  | Кафедра фундаментальних і галузевих юридичних наук Кафедра психології, педагогіки та філософії Кафедра гуманітарних наук, культури і мистецтва Кафедра філології та видавничої справи Кафедра перекладу                                   |

## Наукова діяльність
До пріоритетних напрямків науково-практичної діяльності КрНУ належать: електромеханічні системи та автоматизація; енергетика, електричні машини і апарати; новітні матеріали і нанотехнології; енерго- та ресурсозберігаючі технології; інформаційні системи і математичне моделювання; сучасні технології в гірництві, машинобудуванні та транспорті; екологічні біотехнологія і безпека; землевпорядкування та кадастр; економіка і управління підприємствами, галузями, національним господарством; менеджмент, маркетинг та управління персоналом; бухгалтерський облік, фінанси та грошовий обіг.
Найбільш вагомі результати наукової та науково-технічної діяльності університету здобуто завдяки ефективній роботі дев'яти наукових шкіл.
Для підготовки рівня кадрів вищої спеціалізації в університеті діють аспірантура за 12 спеціальностями PhD і докторантура за дев'ятьма спеціальностями, сім спеціалізованих учених рад із захисту кандидатських дисертацій за дванадцятьма і докторських — за чотирма спеціальностями. Щороку відбувається захист чотирьох–п'яти докторських та 30–35 кандидатських дисертаційних робіт.
Університет видає фахові наукові журнали — чотири друковані: «Вісник Кременчуцького національного університету імені Михайла Остроградського», «Електромеханічні і енергозберігаючі системи», «Екологічна безпека», «Сучасні ресурсоенергозберігаючі технології гірничого виробництва» та один електронний — «Інженерні та освітні технології в електротехнічних і комп'ютерних системах», які індексуються у 14 наукометричних національних і міжнародних базах даних. Високий рівень наукових публікацій підтверджується індексом Гірша, який становить 15.
Ефективність наукових розробок підтверджує той факт, що декілька років поспіль університет отримує близько семи мільйонів гривень за надання наукових послуг, зокрема за рахунок коштів замовника, національних і міжнародних грантів тощо.

## Міжнародне співробітництво
Університет співпрацює із 75 закордонними ВНЗ та дослідними інститутами у 25 країнах, бере участь у міжнародних програмах: ERASMUS+, TEMPUS, HORIZON 2020, OPEN WORLD, DAAD, FULBRIGHT.
Із 1999 року КрНУ є членом Європейської асоціації міжнародної освіти, з якою підтримує тісні міжнародні зв'язки, а також Корпусом Миру США, Університетом техніки та економіки Міттвайда, Боліварським державним університетом, Університетом Антверпена, Північно-китайським науково-дослідним інститутом електроніки та оптики, університетами Аннаби, Любляни, Любліна, Монса, Бумардеса. Щорічно студенти, аспіранти та педагогічний склад КрНУ отримують передовий міжнародний досвід завдяки участі у державній програмі Міністерства освіти і науки України «Навчання студентів та аспірантів, стажування наукових і науково-педагогічних працівників у провідних вищих навчальних закладах та наукових установах за кордоном»; Міжнародному семінарі аспірантів у Гливицях і Віслі (Польща); відкритих програмах американських рад з міжнародної освіти (США); магістерських і аспірантських програмах університету Ланьчжоу (Китай); літній практиці в Університеті Матея Бела (Словаччина); програмах міжнародного обміну Work and Travel (США) і Work and Travel (Німеччина).
Рішенням 10-го з'їзду Євроазійської асоціації університетів від 19–20 квітня 2007 року Кременчуцький національний університет імені Михайла Остроградського прийнятий до Євразійської Асоціації Університетів (Euroasian Universities Association).
21 вересня 2007 року ректор Кременчуцького державного університету імені Михайла Остроградського професор М. В. Загірняк підписав у Болоньї (Італія) Велику Хартію Університетів (Magna Charta Universitatum).
24 жовтня 2007 року на Консиліумі Європейської Асоціації Університетів (European University Association, Брюссель, Бельгія) у Вроцлаві (Польща) університет отримав повне індивідуальне членство.
На Конгресі Мережі університетів країн Чорноморського регіону (Black Sea Universities Network) «Форум вищої освіти» (Київ, 5–8 квітня 2008 р.) КрНУ увійшов до складу цієї міжнародної організації.

## Нагороди та репутація
На сьогодні КрНУ посідає друге місце серед ВНЗ України за кількістю призерів Всеукраїнського конкурсу студентських наукових робіт і шосте місце за кількістю призерів на Всеукраїнських конкурсах; п'яте місце у ТОП-10 ВНЗ Центрального регіону України і перше місце серед вишів Полтавської області; 38-ме місце з 269 у консолідованому рейтингу ВНЗ за даними інтернет-ресурсу OSVITA.UA «Вищі навчальні заклади України 2016 року» і 56-те місце у ТОП-200 кращих ВНЗ України за даними кафедри UNESCO.
Університет поступово набуває визнання у світі, що підтверджують різні світові рейтинги: QS World University Rankings (один із 28 українських ВНЗ, включених до рейтингу); Топ-200 університетів країн Європи з перехідною економікою та країн Центральної Азії (один із 14 українських університетів, включених до рейтингу); рейтинг WEB of Universities WEBOMETRICS (53-те місце серед 342 українського університету); рейтинг «SCIVERSE» за даними міжнародної науковометричної бази даних SCOPUS (48-ме місце серед 136 університетів України). КрНУ має понад 70 міжнародних патентів і сертифікатів про авторські права.
Із 2005 року університет бере активну участь у щорічній міжнародній виставці «Сучасна освіта України», де тричі відзначений бронзовими медалями (2006—2008 рр.), удостоєний звання «Лідер сучасної освіти» (2008), 2009 року завойовує золоту медаль за високі досягнення у науковій і педагогічній діяльності. 2010 року арсенал нагород поповнився ще однією золотою медаллю у номінації «Упровадження здобутків педагогічної науки в освітню практику». КрНУ є неодноразовим і багаторічним учасником Міжнародної виставки «Інноватика в сучасній освіті». Університет неодноразово отримував нагороди і відзнаки за участь у конкурсних номінаціях, починаючи з початку заснування цього заходу, золоті та срібні медалі, а останнім часом науковці університету незмінно виборюють Диплом лауреата першого ступеня.
Із 2011 року університет бере участь у міжнародній виставці «Сучасні заклади освіти». За цей час отримано багато нагород, зокрема: 2013 року — Гран-прі «Лідер вищої освіти» і Сертифікат «Якість наукових публікацій» за даними SciVerseScopus; 2014 року — Гран-прі «Лідер міжнародної діяльності»; 2015 року — Гран-прі «Лідер наукової та науково-технічної діяльності» і Сертифікат «Якість наукових публікацій»; 2016 року — Гран-прі «Лідер наукової та науково-технічної діяльності», золоту медаль за роботу представлену на конкурс з тематичної номінації «Міжнародна співпраця як невід'ємна складова інноваційного розвитку національної освіти та науки» і Сертифікат «Якість наукових публікацій»; 2017 року — Гран-прі «Лідер міжнародної діяльності», золоту медаль за роботу представлену на конкурс з тематичної номінації «Компетентнісний підхід — основа якості змісту навчально-виховного процесу в закладах освіти» і Сертифікат «Якість наукових публікацій».